# Poziom troficzny
Poziom troficzny – grupa organizmów pełniąca podobną rolę w obiegu materii i przepływie energii w biocenozie. Dana grupa organizmów może zajmować jednocześnie różne poziomy troficzne.
Można wyróżnić poziomy takie jak:
- producenci
- konsumenci
- konsumenci II rzędu
- konsumenci III rzędu
- reducenci